# Джоуль
Джо́уль (англ. Joule; русское обозначение: Дж, международное: J) — единица измерения работы, энергии и количества теплоты в Международной системе единиц (СИ).
Джоуль равен работе, совершаемой силой в один ньютон при перемещении массы на расстояние одного метра в направлении действия силы. Таким образом, 1 Дж = 1 Н × м = 1 кг × м²/с². В электричестве джоуль означает работу, которую совершают силы электрического поля за 1 секунду при напряжении в 1 вольт для поддержания силы тока в 1 ампер.
В соответствии с правилами СИ, касающимися производных единиц, названных по имени учёных, наименование единицы джоуль пишется со строчной буквы, а её обозначение — с заглавной. Такое написание обозначения сохраняется и в обозначениях других производных единиц, образованных с использованием джоуля. Например, обозначение единицы молярной внутренней энергии «джоуль на моль» записывается как Дж/моль.
Джоуль был введён в абсолютные практические электрические единицы в качестве единицы работы и энергии электрического тока на Втором международном конгрессе электриков, проходившем в год смерти Джеймса Джоуля (1889). Международная конференция по электрическим единицам и эталонам (Лондон, 1908) установила «международные» электрические единицы, в том числе «международный джоуль». После возвращения с 1 января 1948 года к абсолютным электрическим единицам было принято соотношение: 1 международный джоуль = 1,00020 абсолютного джоуля. В Международную систему единиц (СИ) джоуль введён решением XI Генеральной конференцией по мерам и весам в 1960 году одновременно с принятием системы СИ в целом.

## Перевод в другие единицы
- 1 Дж = 1 кг·м²/с² = 1 Н·м = 1 Вт·с = 1 Кл·В.
- 1 Дж = 107 эрг.
- 1 Дж ≈ 6,24151⋅1018 эВ.
- 1 МДж = 0,277(7) кВт·ч.
- 1 кВт·ч = 3,6 МДж.
- 1 Дж ≈ 0,238846 калориям.
- 1 калориям (международная) = 4,1868 Дж[5].
- 1 термохимическая калория = 4,1840 Дж[5].
- 1 килотонна ТНТ (=Ткалт) ≈ 4,1840 ТДж (4,184⋅1012 Дж).
- 1 килограмм-сила-метр (кгс·м) = 9,80665 Дж (точно).
- 1 Дж ≈ 0,101972 кгс·м.

## Кратные и дольные единицы
В соответствии с полным официальным описанием СИ, содержащемся в действующей редакции Брошюры СИ (фр. Brochure SI), опубликованной Международным бюро мер и весов (МБМВ), десятичные кратные и дольные единицы джоуля образуются с помощью стандартных приставок СИ. «Положение о единицах величин, допускаемых к применению в Российской Федерации», принятое Правительством Российской Федерации, предусматривает использование в РФ тех же приставок.
| Кратные                                               | Кратные      | Кратные     | Кратные     | Дольные  | Дольные      | Дольные     | Дольные     |
| величина                                              | название     | обозначение | обозначение | величина | название     | обозначение | обозначение |
| ----------------------------------------------------- | ------------ | ----------- | ----------- | -------- | ------------ | ----------- | ----------- |
| 101 Дж                                                | декаджоуль   | даДж        | daJ         | 10−1 Дж  | дециджоуль   | дДж         | dJ          |
| 102 Дж                                                | гектоджоуль  | гДж         | hJ          | 10−2 Дж  | сантиджоуль  | сДж         | cJ          |
| 103 Дж                                                | килоджоуль   | кДж         | kJ          | 10−3 Дж  | миллиджоуль  | мДж         | mJ          |
| 106 Дж                                                | мегаджоуль   | МДж         | MJ          | 10−6 Дж  | микроджоуль  | мкДж        | µJ          |
| 109 Дж                                                | гигаджоуль   | ГДж         | GJ          | 10−9 Дж  | наноджоуль   | нДж         | nJ          |
| 1012 Дж                                               | тераджоуль   | ТДж         | TJ          | 10−12 Дж | пикоджоуль   | пДж         | pJ          |
| 1015 Дж                                               | петаджоуль   | ПДж         | PJ          | 10−15 Дж | фемтоджоуль  | фДж         | fJ          |
| 1018 Дж                                               | эксаджоуль   | ЭДж         | EJ          | 10−18 Дж | аттоджоуль   | аДж         | aJ          |
| 1021 Дж                                               | зеттаджоуль  | ЗДж         | ZJ          | 10−21 Дж | зептоджоуль  | зДж         | zJ          |
| 1024 Дж                                               | йоттаджоуль  | ИДж         | YJ          | 10−24 Дж | иоктоджоуль  | иДж         | yJ          |
| 1027 Дж                                               | роннаджоуль  | РнДж        | RJ          | 10−27 Дж | ронтоджоуль  | рнДж        | rJ          |
| 1030 Дж                                               | кветтаджоуль | КвДж        | QJ          | 10−30 Дж | квектоджоуль | квДж        | qJ          |
| рекомендовано к применению применять не рекомендуется |              |             |             |          |              |             |             |

## Примеры
- Средняя энергия теплового движения, приходящаяся на одну степень свободы молекул при температуре 1 К: 0,690⋅10−23 Дж.
- Энергия фотона красного видимого света: 2,61⋅10−19 Дж.
- Энергия Ферми металлического золота при нормальных условиях: 8,8⋅10−19 Дж[8].
- Атомная единица энергии (энергия Хартри), {\displaystyle E_{h}=m_{\mathrm {e} }c^{2}\alpha ^{2}}: 4,360⋅10−18 Дж.
- Дульная энергия пули при выстреле из АКМ: 2030 Дж[9].
- Энергия, необходимая для нагрева 1 литра воды от 20 до 100 °C: 3,35⋅105 Дж.
- Энергия, выделяемая при взрыве 1 тонны тринитротолуола (тротиловый эквивалент): 4,184⋅109 Дж.
- Энергия, выделенная при атомной бомбардировке Хиросимы: около 6⋅1013 Дж.
- Энергия, выделившаяся при столкновении астероида с Землёй, в результате которого образовался кратер Маникуаган: 1023 Дж.